# Ирония судьбы. Продолжение
«Ирония судьбы. Продолжение» — российский комедийно-мелодраматический фильм режиссёра Тимура Бекмамбетова по сценарию Алексея Слаповского. Фильм является сиквелом картины Эльдара Рязанова «Ирония судьбы, или С лёгким паром!» (1975). Объявлено о создании фильма было в 2005 году, к юбилею оригинальной картины Эльдара Рязанова, которой исполнилось 30 лет.
Сюжетно новая картина представляет собой одновременно и сиквел, и ремейк, сделанный по схеме «дети героев»: у героев оригинального произведения появляются дети, между которыми происходят те же столкновения, что и между их родителями.
Премьера фильма состоялась 21 декабря 2007 года. Фильм признан самым кассовым в прокате России и СНГ за 2008 год, собрав около 55,6 миллионов долларов при бюджете 5 миллионов долларов. «Ирония судьбы. Продолжение» получила смешанные отзывы от кинокритиков. С января 2008 по октябрь 2013 года картина являлась самым кассовым российским фильмом, в 2013 году уступив рекорд фильму «Сталинград» Фёдора Бондарчука.

## Сюжет
По традиции каждый год 31 декабря Женя Лукашин и его друзья Павел и Александр ходят в баню. Однажды, уже в преклонном возрасте, Женя нарушает эту традицию, и вместо него Павел приглашает в Сандуны сына Жени и Гали — Костю. Павел заставляет Лукашина-младшего выпить водки, несмотря на то, что Косте категорически нельзя пить, и Костя, сильно опьянев, дальше уже ничего не помнит.
Приходит в себя Костя в незнакомой квартире, которая, как выясняется позже, находится в Петербурге, и видит, как красавица Надя, дочь Надежды Васильевны и Ипполита Георгиевича, направляет на него газовый баллончик. Она звонит своему жениху Ираклию, который уже едет к ней, чтобы вместе встретить Новый год. Ираклий работает главным менеджером компании «Билайн» и везде носит с собой гарнитуру, по которой постоянно разговаривает с коллегами, даже во время общения с другими людьми.
Далее сюжет разворачивается примерно так же, как и 30 лет назад у их родителей, но, уходя, Костя просит кофе. Сидя за столом, он видит по телевидению рекламу «Билайн», в которой человек вдыхает в себя гелий из воздушного шарика и разговаривает по телефону изменившимся голосом. Зайдя в ванную, Костя набирает номер Ираклия и говорит с ним изменившимся от гелия голосом, разыграв срочный вызов Ираклия на службу, из-за чего становится ясно, что Костя уже не пьян, а лишь делает вид, что пьян. Ираклий уезжает, захватив с собой Костю. Доехав до Московского вокзала, он просит товарища по работе отправить незваного гостя в меховой шапке в Москву, но Костя в это время надевает свою шапку на другого человека, сидящего рядом. Затем младший Лукашин садится в такси и едет обратно к Наде, якобы за паспортом. Далее он знакомится с Надеждой Васильевной Шевелёвой, которая, узнав, что это сын Жени Лукашина, чрезвычайно поражена. Затем Надежда Васильевна разговаривает по телефону с Евгением. Из фильма становится понятно, что судьбы у героев сложились так, что, вернувшись к своим нелюбимым, они построили с ними семью и родили детей. Рассерженная Надежда Васильевна, считая, что Лукашин-старший подстроил приезд сына для того, чтобы сломать жизнь её дочери и взять реванш, уходит к своей подруге Вале.
Далее Надя-младшая, которая уже чувствует симпатию к Косте, вызывает милицию. Приехавшие милиционеры забирают не только Костю, но и Надю в отделение, откуда девушку забирает Ираклий. Тому нужно было ехать на вызов, разыгранный Костей, и Надя предупреждает, что если он не приедет, то ей придётся встречать Новый год вместе с Костей. Костя же, обманув дежурного, покидает отделение, садится в машину к милиционерам и едет к Наде. Он встречает с ней Новый год, а Ираклий, неожиданно догадавшийся об обмане Кости, несётся на машине по улицам и врезается в столб у подъезда Нади.
В это время из Москвы прилетает Евгений Лукашин и направляется по знакомому адресу, где встречает Ипполита, Надежду Васильевну и её давнюю подругу Валю. Ипполит пытается прилюдно унизить Женю, называя его неудачником, но тот в ответ говорит, что, несмотря ни на что, чувствует себя счастливым человеком, после чего уезжает. Его монолог, стоя на лестничной площадке, слышит Костя.
Костя находит на лестнице пьяного Деда Мороза и Снегурочку, которая просит Костю помочь им устроить праздник в соседней квартире, где живёт многодетная семья. Костя, переодетый в Деда Мороза, приходит в 12-ю квартиру и просит кого-нибудь из женщин заменить ему Снегурочку. На эту роль соглашается Надя-младшая. В 13-й квартире они вместе с присоединившимся Ираклием рассказывают детям сказку про зайчика, а на деле — про свою ситуацию. После этого Костя пьёт вино из рога, поднесённого благодарным хозяином, говорит Наде, что любит её, и падает в обморок. Надя просит Ираклия отвезти вновь опьяневшего Костю в аэропорт и не возвращаться. Надежда Васильевна тем временем осознаёт, что всё-таки любит Женю, и едет на вокзал, а оттуда — вместе с Женей в Москву.
Ираклий, с горя выпив, сажает Костю на самолёт, после чего дарит незнакомому ребёнку свой сотовый телефон и bluetooth-гарнитуру, а сам принимает решение лететь во Владивосток, откуда он родом.
Настоящие Дед Мороз и Снегурочка, протрезвев, интересуются у хозяина 13-й квартиры, где их шуба, на что хозяин отвечает, что шуба «ушла в аэропорт вместе с зайцем». Далее выясняется, что Костин рейс отменён из-за погодных условий. Дед Мороз и Снегурочка находят в аэропорту спящего Костю, садятся в такси и едут к Наде, забирают свою одежду и уходят, оставив Костю на кровати.
Косте звонит Женя и спрашивает, как он. Тот отвечает, что он уже дома, после чего сразу же звонит Наде-младшей и слышит звонок её телефона, видит Надю и спрашивает: «Это я у тебя, или ты у меня?» Надя отвечает: «Какая нам теперь разница?». Тем временем Женя и Надежда Васильевна стоят в коридоре поезда, и Женя спрашивает: «Как ты думаешь, у них всё получится?». Надя-старшая отвечает так же, как мать Жени, Марина Дмитриевна, 30 лет назад: «Поживём — увидим!».

## В ролях
| Актёр                   | Роль                                                                |
| ----------------------- | ------------------------------------------------------------------- |
| Константин Хабенский    | Костя сын Евгения Лукашина и Галины                                 |
| Елизавета Боярская      | Надя дочь Надежды Шевелёвой и Ипполита Георгиевича                  |
| Андрей Мягков           | Евгений Михайлович Лукашин врач-хирург                              |
| Сергей Безруков         | Ираклий Петрович Измайлов жених Нади                                |
| Александр Ширвиндт      | Павел друг Евгения Лукашина                                         |
| Валентина Талызина      | Валентина лучшая подруга Надежды Шевелёвой                          |
| Барбара Брыльска        | Надежда Васильевна Шевелёва учительница русского языка и литературы |
| Юрий Яковлев            | Ипполит Георгиевич бывший муж Надежды Шевелёвой                     |
| Александр Белявский     | Александр друг Евгения Лукашина                                     |
| Михаил Ефремов          | Дед Мороз                                                           |
| Евгения Добровольская   | Снегурочка                                                          |
| Виктор Вержбицкий       | человек на остановке                                                |
| Игорь Савочкин          | Николай пограничник                                                 |
| Вилле Хаапасало         | задержанный финн                                                    |
| Роман Мадянов           | Мамонтов майор милиции                                              |
| Константин Мурзенко     | Быков старший сержант милиции                                       |
| Александр Робак         | высокий милиционер                                                  |
| Вячеслав Титов          | маленький милиционер                                                |
| Дато Бахтадзе           | Артур многодетный сосед из квартиры № 13                            |
| Нина Русланова          | соседка на крыше                                                    |
| Александр Зуев          | Валера сотрудник Ираклия                                            |
| Инга Стрелкова-Оболдина | таксистка                                                           |
| Валерий Баринов         | сосед на крыше                                                      |
| Эльдар Рязанов          | пассажир самолёта «Санкт-Петербург — Москва»                        |
| Александр Воробьёв      | дежурный слесарь из ЖЭКа                                            |
| Александра Скачкова     | жена Артура                                                         |
| Лариса Луппиан          | регистратор в Пулково                                               |
| Оксана Базилевич        | проводница в «Красной стреле»                                       |
| Сергей Рубеко           | сосед с ёлкой                                                       |
| Александр Тютрюмов      | обыватель                                                           |
| Марина Яковлева         | жена обывателя                                                      |
| Анна Семенович          | женщина с ребёнком в Пулково                                        |
| Женя Никифоров          | ребёнок в Пулково                                                   |

## Саундтрек
1. Константин Меладзе — «Опять метель» [03:46]. Исполнители — Алла Пугачёва, Кристина Орбакайте; слова — Джахан Поллыева. Основная музыкальная тема[4].
2. Юрий Потеенко — «31 декабря» [00:47]
3. James Lord, Pierpont — «Эй, залётные» [01:01]
4. Микаэл Таривердиев — «Ирония судьбы» [01:44]
5. Ю. Потеенко — «Город не спит» [01:14]
6. М. Таривердиев — «Новый год» [03:20]
7. М. Таривердиев — «Тётин вальс» [02:24]
8. М. Таривердиев — Лукашин Константин Евгеньевич [02:20]
9. К. Хабенский — «Если у вас нету тёти» [02:07]
10. М. Таривердиев — «Переборы соседские» [04:06]
11. М. Таривердиев — «Его больше не будет» [02:15]
12. James Lord, Pierpont — «С наступающим, товарищ майор!» [02:05]
13. М. Таривердиев — «История любви» [02:16]
14. Ю. Потеенко — «Первое утро нового года» [03:44]
15. А. Вартанов — «Возвращение любви» [01:30]
16. Ю. Потеенко — «Сказка про зайчика» [02:08]
17. М. Таривердиев — «Я спросил у ясеня» [03:23]
18. М. Таривердиев — «Ирония судьбы» (Оригинальная версия) [03:23]
19. E.S. Posthumus — «Nara» [04:51]
20. М. Таривердиев — «Ирония судьбы» 2008 (Triplex Version Radio Edit) [03:14]
21. «Баста» и «Город 312» — «Обернись» [03:59]
22. «Океан Ельзи» — Без бою [04:20].

## Производство
Почти все исполнители главных ролей из первого фильма появились в сиквеле, за исключением Георгия Буркова, Лии Ахеджаковой и Ольги Науменко.
Бурков умер в 1990 году. Ахеджакова отказалась от участия в фильме. Науменко согласилась на съёмки, но успела сняться только в одном эпизоде. В дальнейшем её график не совпал с режиссёрским, и дальнейшие съёмки не состоялись, из-за чего её вырезали из финальной версии фильма.
Первоначально на роль Нади была приглашена Милла Йовович , но она прочитала сценарий и отказалась. В интервью Йовович заявила, что отказалась сниматься в фильме, потому что боялась играть на русском языке, ведь ее родной язык — английский. Однако четыре года спустя она все же сыграла на русском языке — в фильме 2011 года «Выкрутасы» вместе с Хабенским, также спродюсированном Бекмамбетовым.
Главные персонажи из петербургской квартиры смотрят новогоднее обращение Владимира Путина с 2005 на 2006 год. Кроме того, в кабинете у дежурного петербургского ОВД также висит фотография Путина. Писатель-сатирик Григорий Горин в одном из своих выступлений 1986 года («В кругу друзей. Вас приглашает Э. Рязанов. Часть 2») прочитал миниатюру под названием «Интервью с будущим», в котором рассказывалось о воображаемых съёмках продолжения фильма «Ирония судьбы, или С лёгким паром!» в 2007 году. В сюжете, где Ираклий дарит телефон ребёнку в аэропорту, показан не аэропорт Пулково Санкт-Петербурга, а аэропорт Внуково Москвы. В сюжете, когда Лукашин-старший и Надя встречаются, показан не Московский вокзал Санкт-Петербурга, а Ленинградский вокзал Москвы. Эльдар Рязанов отказался быть режиссёром второго фильма, но согласился сняться в свойственной ему эпизодической роли. В обоих фильмах он сыграл авиапассажира, на плечо которого наваливается пьяный Лукашин. В первом фильме на его плече храпел Андрей Мягков (Женя Лукашин), а во втором — Константин Хабенский (Костя Лукашин). На стадии производства у фильма было 48 вариантов сценария. 
Почти все ведущие актёры из первой «Иронии» приняли участие во втором фильме, за исключением умерших Георгия Буркова (друг Жени Лукашина Миша, который, по его словам, «никогда не пьянеет»), Любови Добржанской (мама Жени), Любови Соколовой (мама Нади) и Готлиба Ронинсона (пассажир в ленинградском аэропорту); отказалась сниматься Лия Ахеджакова (Таня; в фильме говорится, что она эмигрировала в Израиль). Ольга Науменко (Галя) на съёмки согласилась, но успела отсняться только в одном эпизоде. В дальнейшем график актрисы не совпал с графиком режиссёра, и дальнейшие съёмки так и не состоялись. Сцена с участием Гали из конечного варианта фильма была вырезана. Юрий Яковлев сначала отказался от роли Ипполита, сказав: «это законченная история, и мы всё в ней сказали», но в итоге согласился. Съёмочная группа уговаривала артиста сниматься через семью — по словам жены Яковлева, актёр согласился исключительно из-за гонорара. Александр Белявский (друг Жени Лукашина — Саша) снимался во втором фильме после недавно перенесённого инсульта; к съёмкам у актёра ещё не восстановилась речь, из-за чего роль Белявского была небольшая и практически без слов. Валентина Талызина согласилась сниматься во втором фильме, однако снова дублировать Барбару Брыльску (говорить за Надю-старшую) наотрез отказалась. Роль Надежды озвучивает Анна Каменкова. Всю женскую вокальную партию в первой части фильма и заглавную песню второй части исполнила Алла Пугачёва, причём последнюю — вместе с Кристиной Орбакайте, своей дочерью.

## Выпуск
Фильм вышел в прокат в России 21 декабря 2007 года в 903 кинотеатрах, что стало самым массовым прокатом в России на тот момент. Телепремьера — только 1 января 2010 года (на Первом канале). Такая разница во времени между кино- и телепоказом была вызвана условиями договора, по которым показ картины по телевидению допускался не ранее чем через два года после кинопремьеры.

## Отзывы и оценки
«Ирония судьбы. Продолжение» получила положительные отзывы критиков и ряда других изданий. Положительно фильм оценили Фильм.ру, TimeOut, авторский проект Алекса Экслера, КГ-портал и ряд других изданий. Резко отрицательный обзор опубликовал журнал «Афиша». Интернет-газета Lenta.ru высоко оценила актёрский состав, юмор и атмосферу фильма, но раскритиковала картину за чрезмерное размещение продукции. Фильм был даже назван чемпионом продакт-плейсмента, хотя некоторым он не показался навязчивым:
Интернет-газета Lenta.ru похвалила актерский состав, юмор и атмосферу фильма, но раскритиковала чрезмерный продакт-плейсмент. Газета.ru написала, что фильм, который создатели представили как настоящую классику, «пропитан скукой, надуманностью и фальшью». Андрей Мягков, хотя и принимал участие в съемках, в итоге выразил сожаление и недовольство конечным результатом.
Фильм собрал рекордные 35,7 млн долларов за первые две недели проката, а затем собрал 50 млн долларов в России и 55 млн долларов по всему миру.
Фильм получил три приза на кинопремии MTV Russia Movie Awards — «Лучший фильм», «Лучший актёр» (Сергей Безруков) и «Лучший комедийный актёр» (Константин Хабенский).

## Продакт-плейсмент
- В фильме присутствует много рекламы[4][30][31]:
  - Компания «Билайн», в которой работает один из главных героев Ираклий (в исполнении Сергея Безрукова): большие плакаты на городском плане[23], заставка на экране мобильного телефона, рекламный ролик на экранах телевизоров, фирменные полосатый шарф[4] и кружка («Дай нормальную, я же не на работе!»). Причём, для «Вымпелкома» это стало первой пробой масштабного продакт-плейсмента в кино, но компания стала одним из основных спонсоров данного фильма[31].
  - Автомобиль Toyota Camry[30][31], на котором разъезжает Ираклий.
  - Nokia (мобильные телефоны и гарнитуры, которыми пользуются главные герои фильма)[30].
  - Майонез Calvé, которым героини Надежда-старшая (Барбара Брыльска) и Валентина (Валентина Талызина) заправляют салат Оливье[4][30].
  - Косметика компании «Faberlic», которой пользуется главная героиня Надя-младшая (в исполнении Елизаветы Боярской)[23].
  - Пиво «Золотая бочка»[30][31].
  - Водка «Русский Стандарт», которая стоит на новогоднем столе. Эту же водку Константин пьёт с сотрудником милиции[4][30][31].
  - Сельдь «Исландка» (на новогоднем столе).
  - Продукция Nestle (на новогоднем столе)[4][23][30].
  - Компания «Аэрофлот»[4][23][30].
  - «Красная стрела» — фирменный поезд[23].
  - Компания «Тройка Диалог»[30].
  - Зерновая компания «Настюша».
  - Радиостанция «Авторадио».
  - Компания «Новое жёлтое такси»[23].
  - Икра «Русское море».

## Награды и номинации
| Награды и номинации     | Награды и номинации      | Награды и номинации                                                           | Награды и номинации | Награды и номинации |
| Награда                 | Категория                | Номинант                                                                      | Результат           |                     |
| ----------------------- | ------------------------ | ----------------------------------------------------------------------------- | ------------------- | ------------------- |
| MTV Russia Movie Awards | «Лучший фильм»           |                                                                               | Победа              |                     |
| MTV Russia Movie Awards | «Лучшая мужская роль»    | Сергей Безруков                                                               | Победа              |                     |
| MTV Russia Movie Awards | «Лучшая комедийная роль» | Константин Хабенский                                                          | Победа              |                     |
| MTV Russia Movie Awards | «Лучшая мужская роль»    | Константин Хабенский                                                          | Номинация           |                     |
| MTV Russia Movie Awards | «Лучшая женская роль»    | Елизавета Боярская                                                            | Номинация           |                     |
| MTV Russia Movie Awards | «Лучшая кинокоманда»     |                                                                               | Номинация           |                     |
| MTV Russia Movie Awards | «Лучший поцелуй»         | Константин Хабенский и Елизавета Боярская                                     | Номинация           |                     |
| MTV Russia Movie Awards | «Лучший саундтрек»       | «Опять метель» — Алла Пугачёва и Кристина Орбакайте                           | Номинация           |                     |
| MTV Russia Movie Awards | «Самая зрелищная сцена»  | Ираклий спасает пьяного мужчину-«пограничника» от падения с заснеженной крыши | Номинация           |                     |
| MTV Russia Movie Awards | «Прорыв года»            | Елизавета Боярская                                                            | Номинация           |                     |